# 咖央醬
咖央醬（又作咖椰、加椰、咖吔）是一種東南亞常见的甜点材料，由椰漿、蛋、砂糖和牛油等材料隔水加熱撈勻做成。咖央醬常用来涂抹面包、制作蛋糕，或作為夹心面包等的馅料，如香港的咖央多士。咖央醬在東南亞廣受喜愛，主要在菲律賓、馬來西亞、泰國、新加坡、汶萊、以及印尼巨港。

## 历史

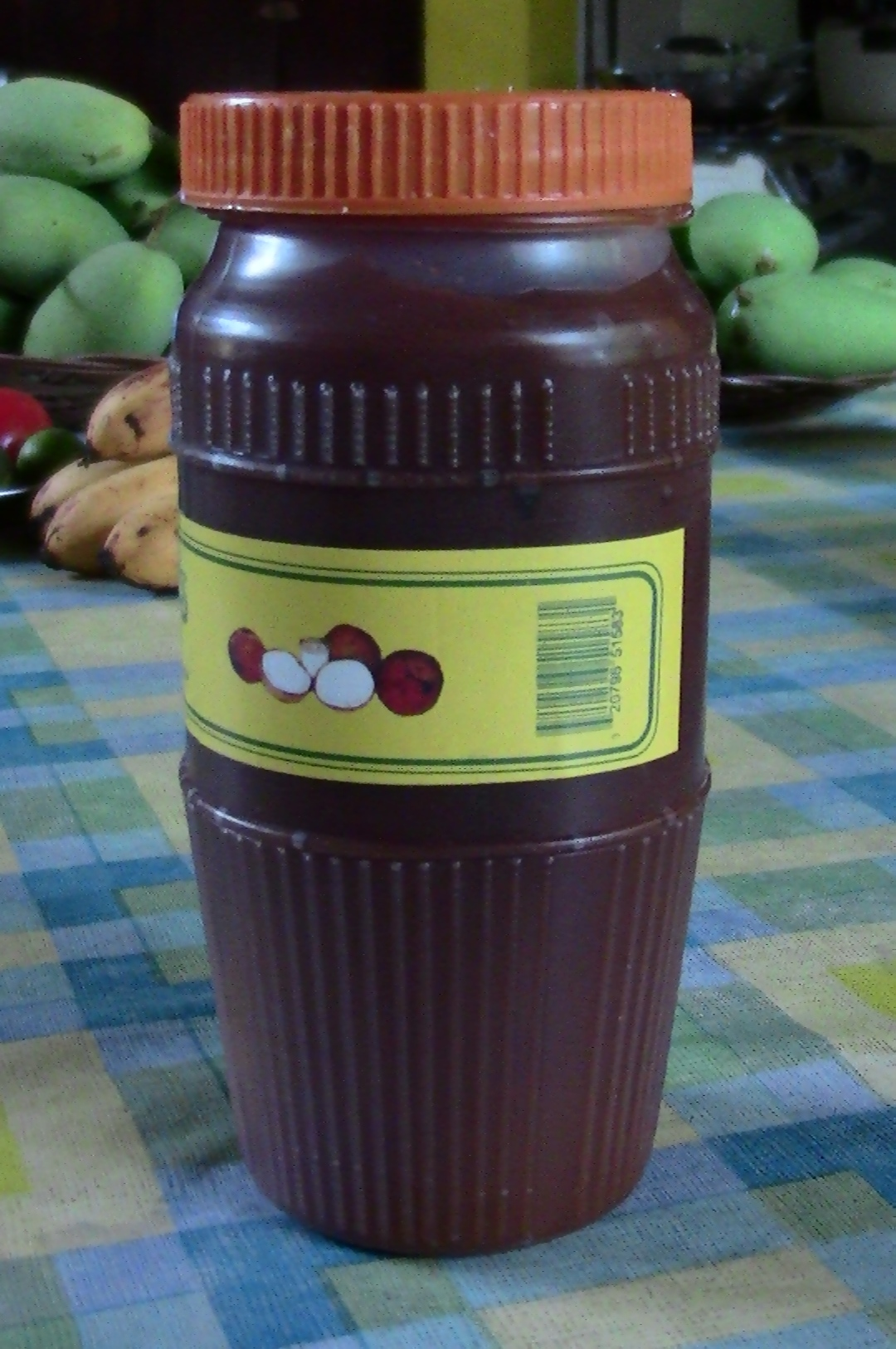
一種在菲律賓銷售的咖央醬(椰子醬)

咖椰酱的起源不详，但现有的咖椰酱与葡萄牙的传统甜蛋酱（葡萄牙語：Doce De Ovos）高度相似，有觀點認為是15世纪殖民马六甲的葡萄牙人將甜蛋酱帶來，再經由馬六甲土生葡裔改良成咖椰酱。

## 制作方法
材料：椰漿1公升、班蘭葉4片、椰糖1kg、蛋黃10顆
做法：
1. 班蘭葉洗净，備用。
2. 把鸡蛋和椰糖一起搅拌至糖溶化，加入椰奶搅拌均匀，过滤。
3. 隔水煮，一直搅拌煮至浓稠即可，不停搅伴它，才会煮得顺滑。
4. 收入冰箱里，随时都可以从冰箱里拿出来沾上吃用。